# Genuflexão

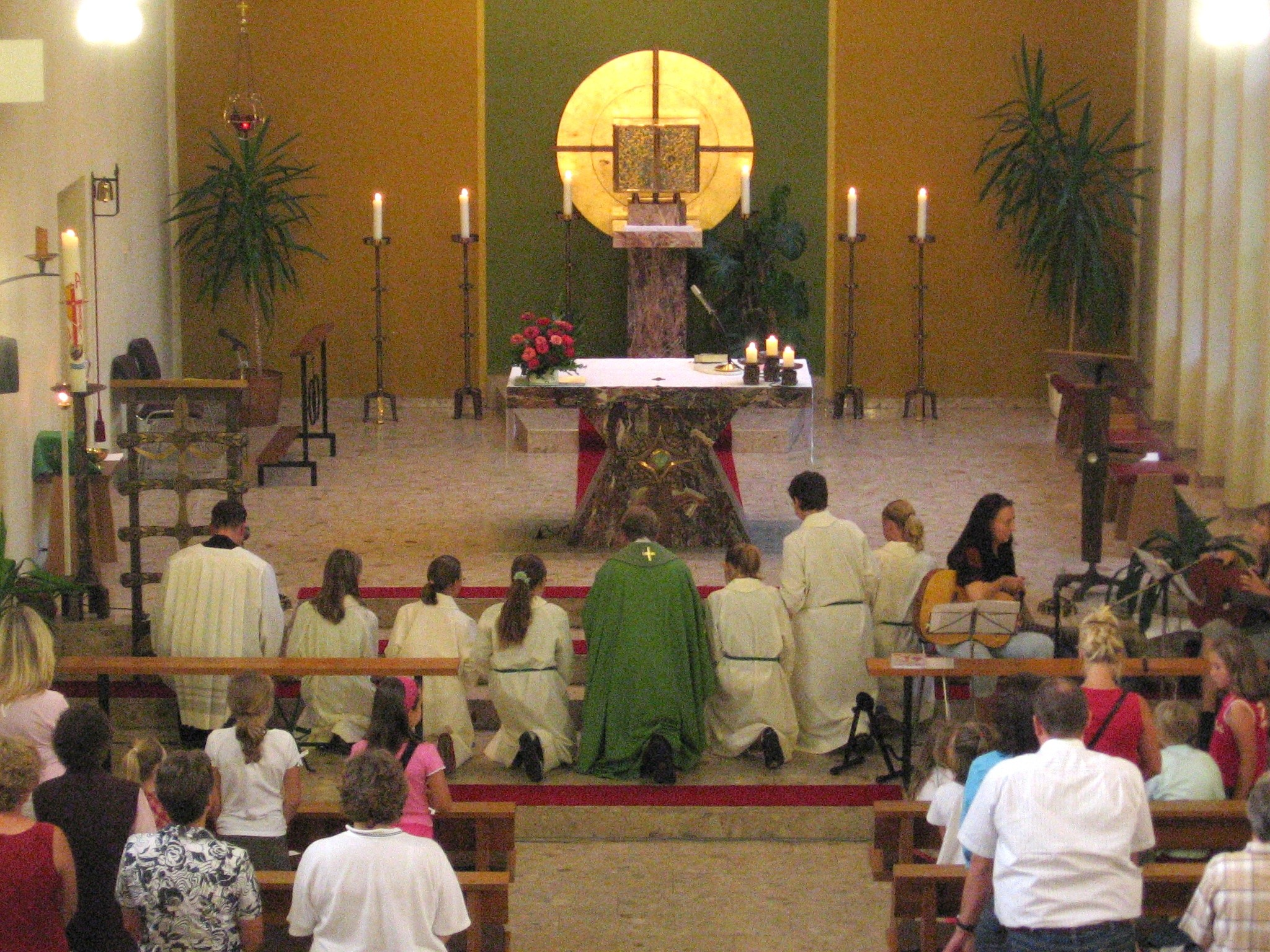
Genuflexão em um joelho, durante uma missa católica

Genuflexão é o ato de dobrar um joelho no chão, diferente de ajoelhar, que envolve mais estritamente os dois joelhos. Desde os primeiros tempos, tem sido um gesto de profundo respeito por um superior. Hoje, o gesto é comum nas práticas religiosas cristãs da Igreja Anglicana, Igreja Luterana, Igreja Católica, e Igreja Ortodoxa de Rito Ocidental. A palavra latina genuflectio, da qual a palavra portuguesa é derivada, originalmente significava ajoelhar-se com os dois joelhos, em vez da rápida queda sobre um joelho e levantamento imediato que se tornou costume na Europa Ocidental na Idade Média. É muitas vezes referido como "abaixar um joelho" ou "curvar o joelho". Na cultura ocidental, ajoelha-se no joelho esquerdo a um dignitário humano, seja eclesiástico ou civil, enquanto, nas igrejas e capelas cristãs, ajoelha-se no joelho direito quando o Sacramento não está exposto, mas em um tabernáculo ou velado (inversamente, um se ajoelha com os dois joelhos se o Sacramento estiver exposto).

## História

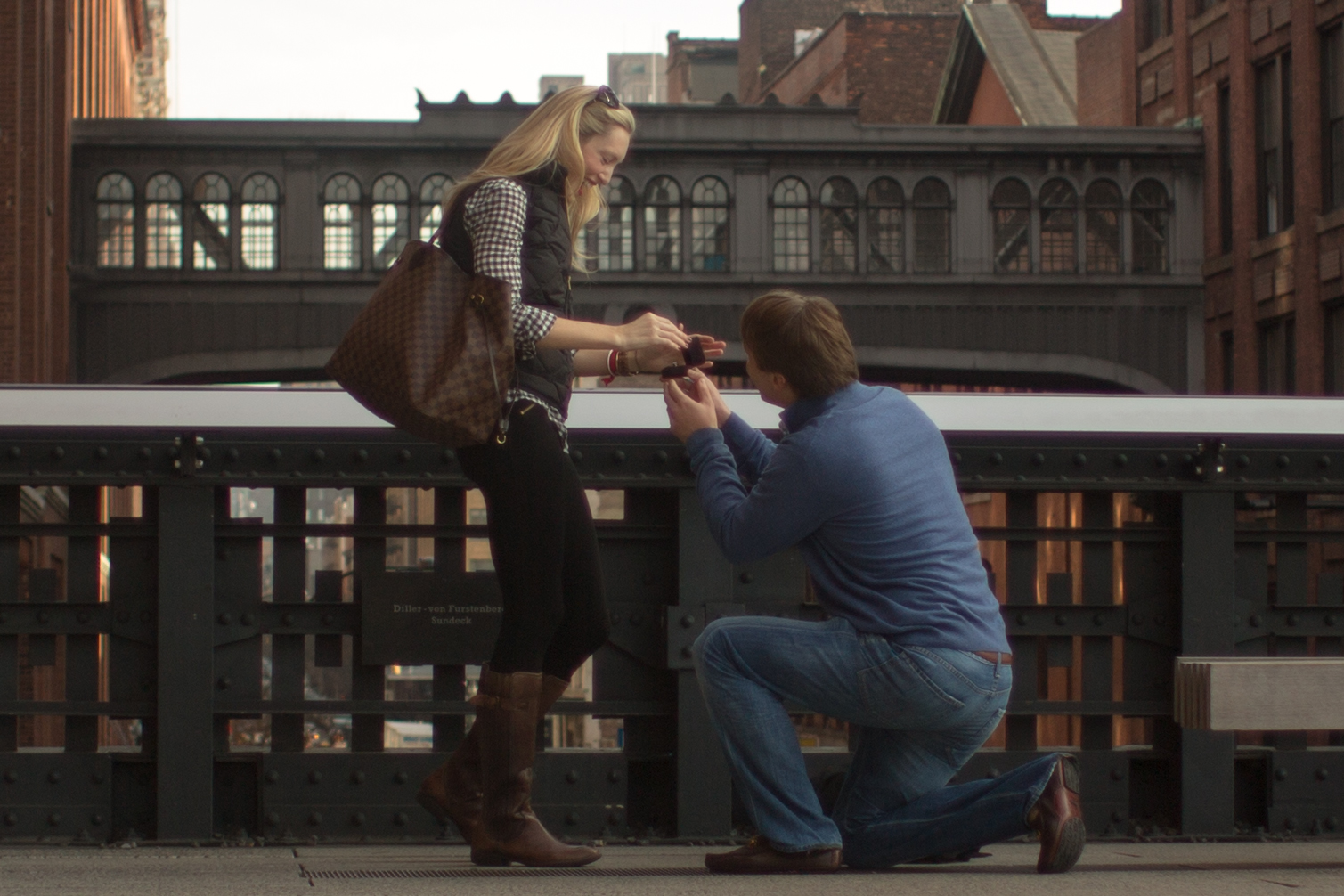
Tradicionalmente, as propostas de casamento usam genuflexão

Em 328 a.C., Alexandre, o Grande, introduziu em sua etiqueta da corte alguma forma de genuflexão já em uso na Pérsia, uma modificação da tradição da Prosquínese. No Império Bizantino, até os senadores eram obrigados a se ajoelhar diante do imperador. Na Europa medieval, demonstrava-se respeito por um rei ou nobre abaixando-se no joelho esquerdo, muitas vezes permanecendo lá até que mandassem levantar. É tradicionalmente realizado nas culturas ocidentais por um homem que faz uma proposta de casamento. Isso é feito no joelho esquerdo.
O costume de se ajoelhar, como sinal de respeito e até de serviço, surgiu da honra dada aos reis medievais. Nos tempos modernos, quando a bandeira dobrada de um veterano caído é oferecida à família, o oficial apresentador se abaixa no joelho esquerdo, se o destinatário estiver sentado.

## No cristianismo
A genuflexão, tipicamente em um joelho, ainda desempenha um papel nas tradições anglicana, luterana, católica romana e ortodoxa do rito ocidental, entre outras igrejas; é diferente de ajoelhar-se em oração, que é mais difundido.
Aqueles para quem o gesto é difícil, como idosos ou pessoas em más condições físicas, não devem realizá-lo.
Exceto para essas pessoas, a genuflexão ainda hoje é obrigatória em algumas situações, como (na Igreja Católica) ao passar em frente ao Santíssimo Sacramento, ou durante a Consagração na Missa.
Na versão King James das Sagradas Escrituras, o verbo "ajoelhar-se" ocorre mais de trinta vezes, tanto no Antigo quanto no Novo Testamento.

### Em frente ao Santíssimo Sacramento
A genuflexão é um sinal de reverência ao Santíssimo Sacramento. Seu objetivo é permitir que o adorador engaje toda a sua pessoa em reconhecer a presença e honrar Jesus Cristo na Sagrada Eucaristia. É costume ajoelhar-se sempre que se entra ou sai da presença do Santíssimo Sacramento reservado no Tabernáculo. "Esta venerável prática de ajoelhar-se diante do Santíssimo Sacramento, seja encerrada no tabernáculo ou exposta publicamente, como sinal de adoração, ... exige que seja realizada de maneira recolhida. Para que o coração possa se curvar diante de Deus em profunda reverência, a genuflexão não deve ser apressada nem descuidada." Uma exceção de bom senso se aplica a um sacristão ou zelador para quem seria impraticável estar constantemente ajoelhando-se no cumprimento de seus deveres.
A genuflexão ao Santíssimo Sacramento, a Eucaristia consagrada, especialmente ao chegar ou sair de sua presença, é uma prática na Comunhão Anglicana, na Igreja Católica de Rito Latino, na Igreja Luterana, e na Ortodoxa de Rito Ocidental. É um substituto comparativamente moderno para a profunda reverência da cabeça e do corpo que continua sendo o ato supremo de reverência litúrgica no Oriente. Como em muitas igrejas anglicanas, católicas romanas e ortodoxas ocidentais o Santíssimo Sacramento está normalmente presente atrás do altar, a genuflexão é comum ao chegar ou passar em frente ao altar no trilho da comunhão. Ao fazer genuflexão, fazer o sinal da cruz é opcional.
Somente durante o final da Idade Média, séculos depois de se tornar costume ajoelhar-se a pessoas em autoridade, como os bispos, a genuflexão ao Santíssimo Sacramento foi introduzida. A prática se difundiu gradativamente e passou a ser vista como obrigatória apenas a partir do final do século XV, recebendo reconhecimento formal em 1502. A elevação da Hóstia e do Cálice consagrados após a Consagração para mostrá-los ao povo foi por muito tempo desacompanhada de genuflexões obrigatórias.
A exigência de que se faça a genuflexão de ambos os joelhos diante do Santíssimo Sacramento quando é desvelado como nas Exposições (mas não quando está deitado sobre o corporal durante a Missa)  foi alterada em 1973 com a introdução da seguinte regra: "A genuflexão na presença do Santíssimo Sacramento, seja reservado no tabernáculo ou exposto para adoração pública, está de joelhos”. “Uma vez que a genuflexão é, por si só, um ato de adoração, as normas litúrgicas gerais já não fazem distinção entre o modo de adorar Cristo reservado no tabernáculo ou exposto sobre o altar. A genuflexão simples simples em um joelho pode ser usada em todos os casos." No entanto, em alguns países, a conferência episcopal optou por manter a dupla genuflexão ao Santíssimo Sacramento, que é realizada ajoelhando-se brevemente em ambos os joelhos e curvando a cabeça com reverência com as mãos unidas.

### Prática episcopal
Na Igreja Episcopal, a genuflexão é um ato de piedade pessoal e não é exigido pelo livro de orações. Em algumas paróquias é um gesto costumeiro de reverência pela presença real de Cristo nos elementos eucarísticos consagrados do pão e do vinho, particularmente nas paróquias de tradição anglo-católica.
Geralmente, se o Santíssimo Sacramento é reservado na igreja, é costume reconhecer a presença do Senhor com um breve ato de adoração ao entrar ou sair do edifício – normalmente, uma genuflexão na direção do local de reserva.

## Durante a Liturgia

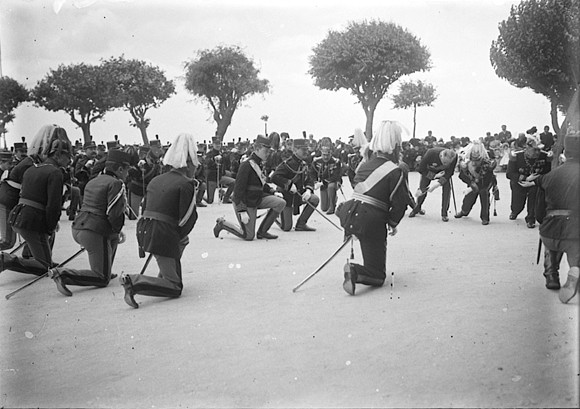
Manuel II de Portugal durante Missa de Campanha, c. 1910

A Instrução Geral do Missal Romano estabelece as seguintes regras para as genuflexões durante a Missa: 
Durante a Missa, três genuflexões são feitas pelo sacerdote celebrante: a saber, após a exibição da hóstia, após a exibição do cálice e antes da Comunhão. Certas especificidades a serem observadas na Missa concelebrada são anotadas no seu devido lugar (cf. nos. 210-251) .

 Se, no entanto, o sacrário com o Santíssimo Sacramento estiver presente no santuário, o sacerdote, o diácono e os demais ministros se ajoelham ao se aproximar do altar e ao sair do santuário, mas não durante a celebração da missa propriamente dita.
Caso contrário, todos os que passam diante do Santíssimo Sacramento se ajoelham, a menos que estejam em procissão.

 Os ministros que carregam a cruz da procissão ou velas inclinam a cabeça em vez de se ajoelharem.

### Outras genuflexões
No Rito Bizantino, mais amplamente observado na Igreja Ortodoxa Oriental, a genuflexão desempenha um papel menor e a prostração, conhecida como proskynesis, é muito mais comum. Durante o santo mistério da reconciliação, no entanto, após a confissão dos pecados, o penitente deve ajoelhar-se com a cabeça inclinada diante do livro do Evangelho ou de um ícone de Cristo como o confessor - bispo ou presbítero - declara formalmente o perdão de Deus.
A genuflexão ou ajoelhar-se é prescrita em vários pontos da liturgia do Rito Romano, como após a menção da morte de Jesus na cruz nas leituras da Paixão durante a Semana Santa.
A genuflexão do joelho direito é feita durante e após a Adoração da Cruz na Sexta-feira Santa.
A genuflexão é feita à menção da Encarnação nas palavras et incarnatus est de Spiritu Sancto, ex Maria Virgine, et homo factus est ("e pelo Espírito Santo foi encarnado da Virgem Maria, e se fez homem") no Credo nas solenidades do Natal e da Anunciação.
É prática comum que durante a recitação da oração do Angelus, para os versos "E o Verbo se fez carne / E habitou entre nós", aqueles que recitam o arco de oração ou genuflexão.

#### Missa Tridentina
Na Missa Tridentina esta genuflexão é feita em qualquer dia em que o Credo é recitado na Missa, bem como em vários outros pontos:
- nas palavras et Verbum caro factum est ("e o Verbo se fez carne") [21] no prólogo do Evangelho de João, que é o usual Último Evangelho, bem como o Evangelho para a terceira Missa no Natal.
- nas palavras et procidentes adoraverunt eum ("e, prostrando-se, o adoraram") no Evangelho da Epifania, Mateus 2, 1-12 (que antes de 1960 também era o Último Evangelho da terceira Missa no Natal)
- nas palavras Adiuva nos ... durante o (idêntico) Trato dito às segundas, quartas e sextas-feiras na Quaresma, exceto na quarta-feira de cinzas. Mas nenhuma genuflexão está prevista quando depois da Septuagesima o mesmo Trato é usado na Missa votiva em um momento de Mortalidade ( Missa votiva tempore mortalitatis )
- com as palavras et procidens adoravit eum ("e, prostrando-se, o adorou") no final do Evangelho da quarta-feira da quarta semana da Quaresma, João 9,1-38
- nas palavras ut in nomine Iesu omne genu flectatur caelestium, terrestrium et infernorum ("que em nome de Jesus se dobre todo joelho dos que estão nos céus, na terra e debaixo da terra") na Epístola ( Filipenses 2, 5-11 ) do Domingo de Ramos, a Festa da Exaltação da Santa Cruz em 14 de setembro (e também, antes de 1960, a Festa da Invenção da Santa Cruz em 3 de maio) e na Epístola ( Filipenses 2, 8-11 ) da Missa votiva da Paixão do Senhor.
- com as palavras Veni, sancte Spiritus no Aleluia antes da Sequência no Domingo de Pentecostes e na Oitava de Pentecostes e na Missa votiva do Espírito Santo

Na Igreja Católica Maronita, há uma cerimônia evocativa de genuflexão na festa de Pentecostes. A congregação ajoelha-se primeiro com o joelho esquerdo para Deus Pai, depois com o joelho direito para Deus Filho, e finalmente em ambos os joelhos para Deus Espírito Santo .

### Ajoelhando-se a um bispo
Do costume de se ajoelhar a reis e outros nobres surgiu o costume pelo qual leigos ou clérigos de menor categoria se ajoelham a um prelado e beijam seu anel episcopal, como sinal de aceitação da autoridade apostólica do bispo como representante de Cristo na igreja local, e originalmente sua posição social como senhores. Abades e outros monges seniores muitas vezes recebiam genuflexão de seus monges e muitas vezes de outros.
Ajoelhando-se diante de prelados maiores (ou seja, Bispos em suas próprias dioceses, Metropolitas em sua província, Legados papais no território a eles designados e Cardeais fora de Roma ou na igreja a eles designada em Roma) é tratado como obrigatório em edições do Caeremoniale Episcoporum anteriores à do Caeremoniale Episcoporum. 1985; durante as funções litúrgicas de acordo com essas prescrições, o clero se ajoelha ao passar diante de tais prelados, mas um sacerdote oficiante e quaisquer outros prelados, cônegos, etc.
Os atuais livros litúrgicos católicos excluem a genuflexão a um bispo durante a liturgia: "Uma genuflexão, feita dobrando o joelho direito em direção ao chão, significa adoração e, portanto, é reservada para o Santíssimo Sacramento, bem como para a Santa Cruz de a adoração solene durante a celebração litúrgica da Sexta-feira Santa até o início da Vigília Pascal". Mas fora da liturgia alguns continuam a ajoelhar-se ou ajoelhar-se para beijar o anel de um bispo.
Embora seja freqüentemente afirmado que as genuflexões devem ser feitas no joelho esquerdo quando feitas a autoridades meramente humanas, não existe tal prescrição em nenhum livro litúrgico.

## Galeria de imagens

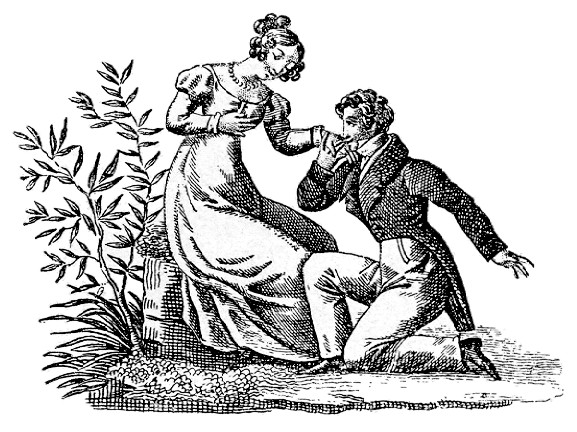
Xilogravura representando pedido de casamento - genuflexão (combinação de joelhos/agachamento)
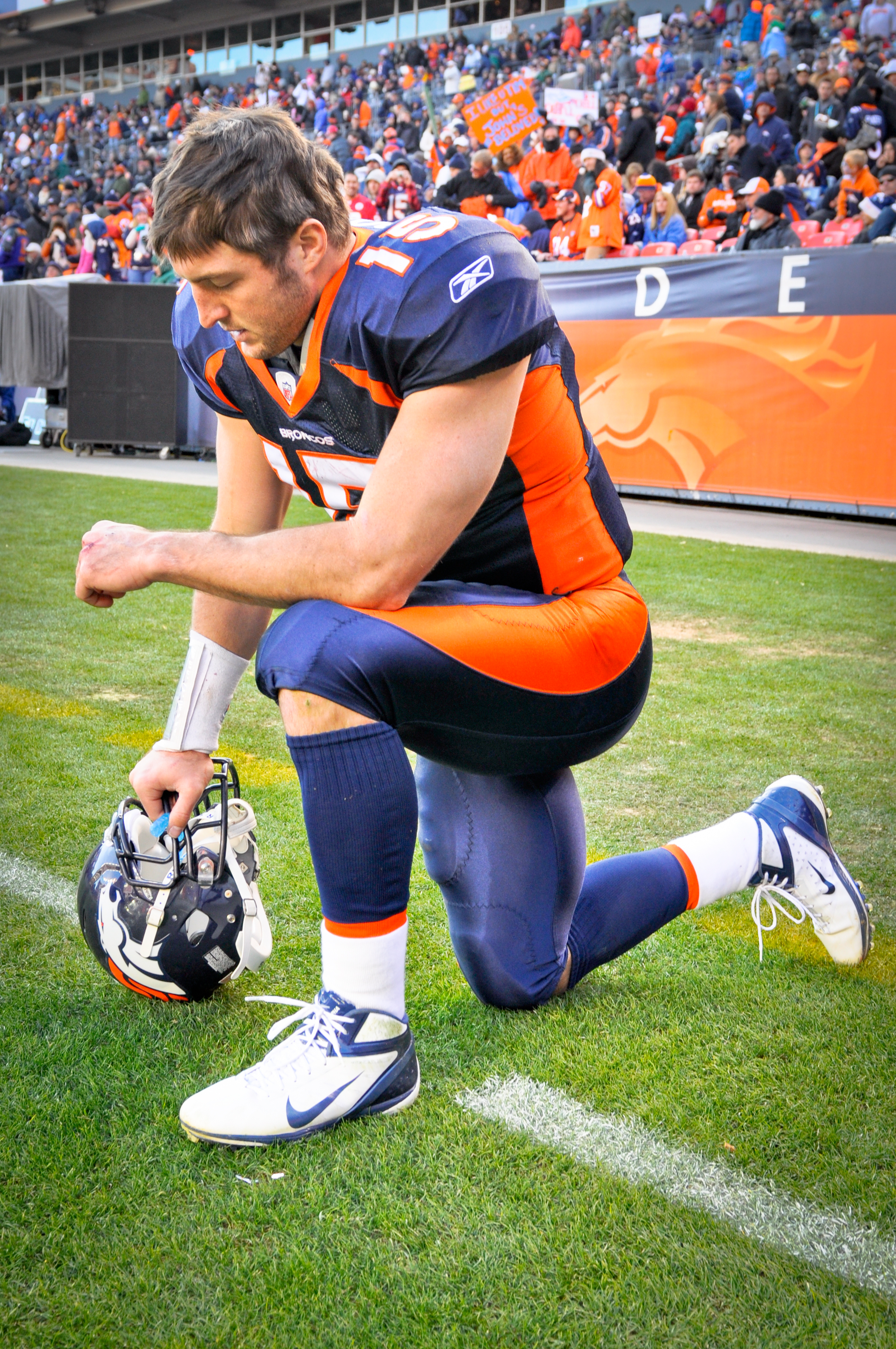
O jogador de futebol americano Tim Tebow " tebowing " como genuflexão (combinação de joelhos/agachamento).
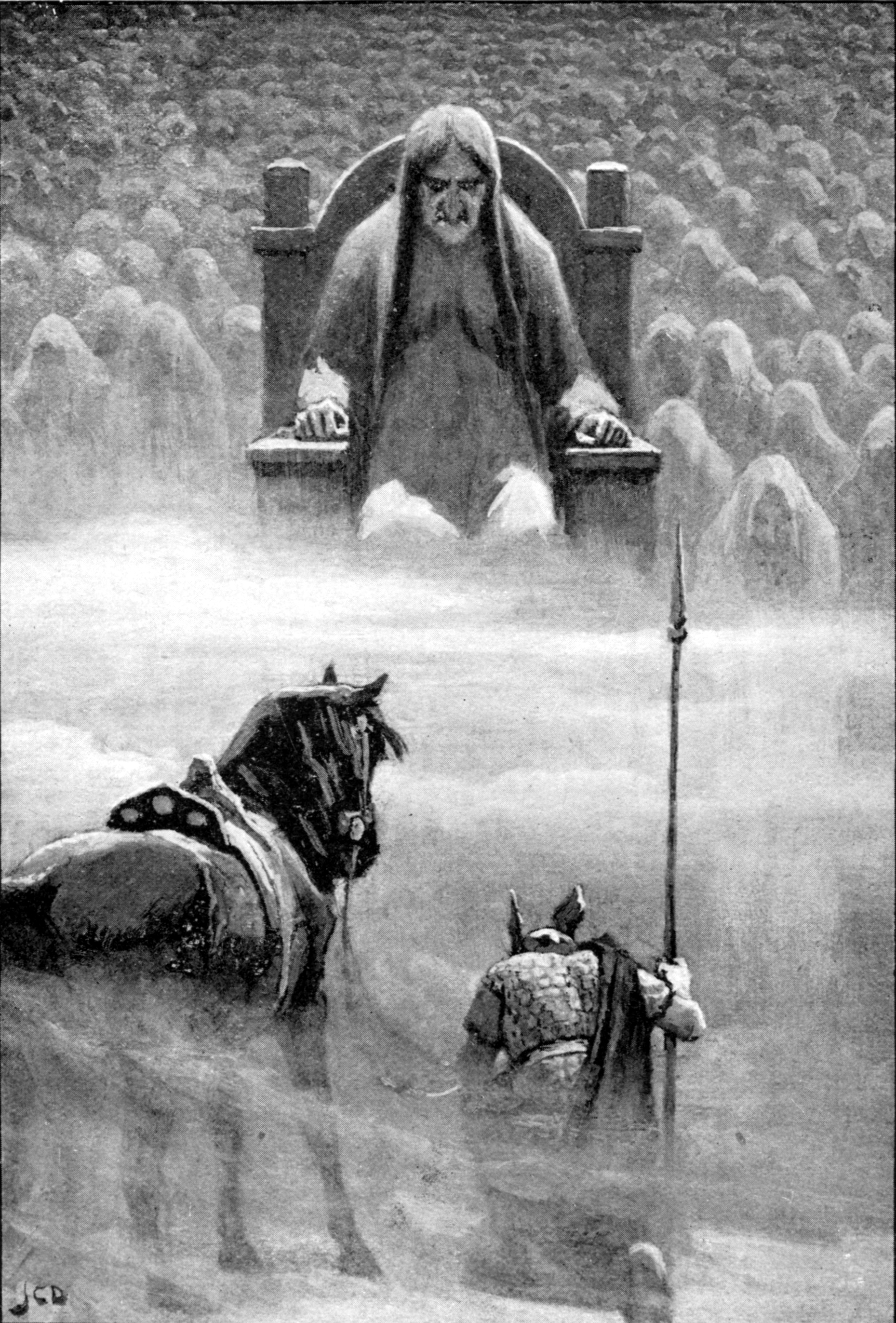
1909 desenho de Hermod ajoelhando-se diante de Hela, do mito nórdico